# Ernst August Friedrich Klingemann
Ernst August Friedrich Klingemann (Braunschweig, 31 agosto 1777 – Braunschweig, 25 gennaio 1831) è stato uno scrittore, drammaturgo, direttore e regista teatrale tedesco.
Direttore del teatro nazionale di Braunschweig, fu lui a far rappresentare per primo il Faust di Goethe (1829). Come scrittore, fu autore di numerose opere di ispirazione romantica, tra cui i romanzi Romano (1800-01), Albano (1802) e Le veglie, pubblicate con lo pseudonimo Bonaventura (1804). Fra le moltissime opere teatrali realizzò anche un Faust (1815). Per molto tempo è stato uno degli autori teatrali più rappresentati in Germania.

## Biografia

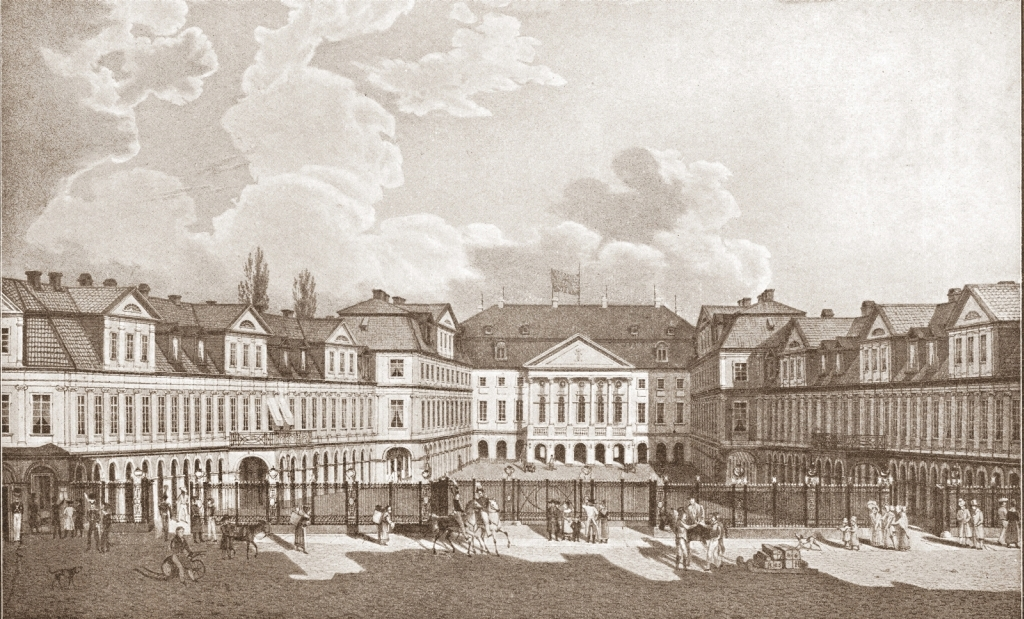
Il castello di Braunschweig prima del 1830, residenza ducale dal 1753 al 1918.

Ernst Friedrich August Klingemann, figlio di un copista, fin da ragazzo sviluppò un profondo interesse per il teatro che durò per tutta la sua vita. Dopo aver completato gli studi presso il Collegium Carolinum di Braunschweig (Brunswick), Klingemann nel 1798 andò a Jena, dove studiò diritto e filosofia e poté assistere alle lezioni di Johann Gottlieb Fichte, Friedrich Wilhelm von Schelling e August Wilhelm Schlegel. In quel periodo divenne amico di Clemens Brentano. Nel 1801 lasciò Jena e tornò a Braunschweig, dove diventò direttore del giornale Zeitung für die elegante Welt.
Nel 1810 Klingemann sposò l'attrice Elise Anschütz. Nel 1818 diventò direttore del teatro nazionale di Braunschweig che godette, grazie a lui, di un'illustre reputazione, tanto che vi fu rappresentata per la prima volta, il 19 gennaio 1829, la prima parte del Faust di Goethe. Lo stesso anno, Klingemann accettò l'incarico di insegnante presso la sua vecchia scuola, il Collegium Carolinum. Tuttavia, l'anno dopo era di nuovo direttore del teatro nazionale. Nel 1831 Ernst August Friedrich Klingemann morì. Fu sepolto nel cimitero Dom- und St. Magnifriedhof di Braunschweig.

## Le veglie di Bonaventura
Il romanzo Le veglie di Bonaventura fu pubblicato a Penig nel 1804 col titolo Nachtwachen (Veglie o Notturni) e un'indicazione molto generica dell'autore: von Bonaventura (di Bonaventura). Perciò la paternità del romanzo è stata a lungo oggetto di controversie. L'opera è stata attribuita, di volta in volta, a Clemens Brentano, E.T.A. Hoffmann, Karl Friedrich Gottlob Wetzel e Caroline Schlegel. Secondo lo scrittore tedesco Jean Paul, a causa di alcune analogie con l'opera Gianozzo, l'autore era Friedrich Wilhelm Joseph von Schelling. Oggi, non solo le ricerche di Jost Schillemeits e Horst Fleig hanno permesso di concludere che l'autore del romanzo sia stato proprio Klingemann; soprattutto l'articolo di Ruth Haag Noch einmal: Der Verfasser der Nachtwachen von Bonaventura apparso sulla rivista Euphorion nel 1987 ha fornito la prova definitiva dell'attribuzione delle Veglie a Klingemann: in una raccolta di manoscritti dell'Università di Amsterdam Ruth Haag ha scoperto una lista autografa delle pubblicazioni di Klingemann, dove l'autore scrive anche: 'Nachtwachen. Penig. Dienemann. 1804' avvalorandone con ciò la paternità. Bisogna tuttavia sottolineare che il romanzo nasce come anonimo, e tale l'autore è ancora definito per esempio da Franco Volpi nel 2004.

## Opere

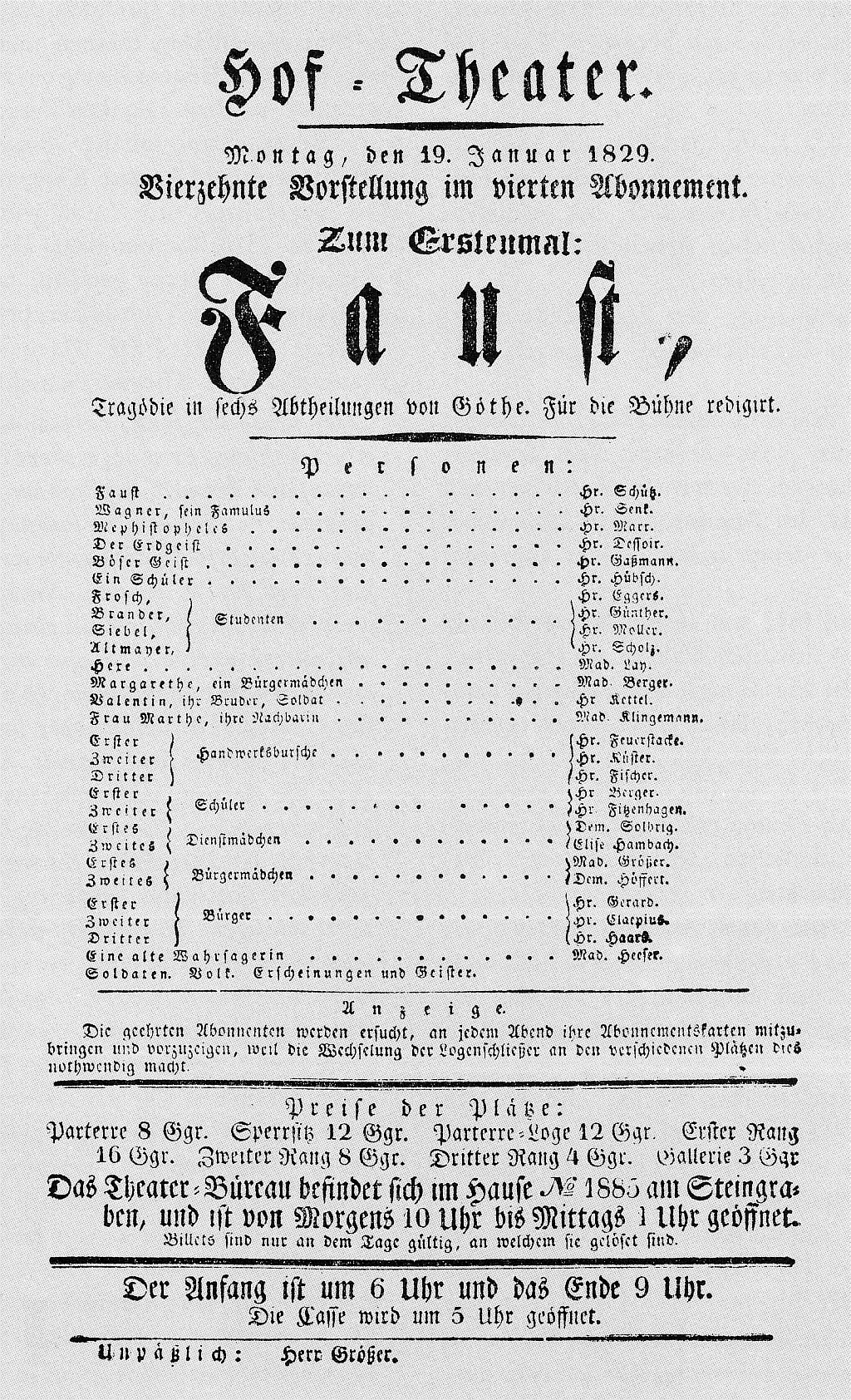
Affissione teatrale della prima rappresentazione del Faust I di Goethe al teatro di Braunschweig il 19 gennaio 1829.

### Romanzi
- Wildgraf Eckard von der Wölpe (Braunschweig 1795)
- Die Ruinen im Schwarzwalde (2 Bände, Braunschweig 1798/99)
- Romano (2 Bände, Braunschweig 1800/01)
- Albano, der Lautenspieler (Leipzig 1802)
- Nachtwachen. Von Bonaventura (Penig 1804), trad. Elena Agazzi, Guanda, Parma, 1989 ISBN 978-88-7746-306-7, Garzanti, Milano, 1998 ISBN 978-88-11-58810-8 (Testo digitale completo del Deutsches Textarchiv)

### Opere teatrali
- Die Asseburg. Historisch-romantisches Gemälde (2 Bände, Braunschweig 1796/97)
- Die Maske (Braunschweig 1797)
- Selbstgefühl. Ein Charaktergemälde in fünf Aufzügen (Braunschweig 1800) [Nuova edizione (a cura di Manuel Zink) Hannover 2013, ISBN 978-3-86525-350-7]
- Der Schweizerbund (2 Bände, Leipzig 1804/05)
- Der Lazzaroni oder Der Bettler von Neapel (Hamburg 1805)
- Heinrich von Wolfenschießen (Leipzig 1806)
- Columbus (Stuttgart/Tübingen 1808)
- Heinrich der Löwe (Stuttgart/Tübingen 1808)
- Cromwell (Stuttgart/Tübingen 1811)
- Moses. Ein dramatisches Gedicht (Helmstedt 1812)
- Faust (Leipzig 1815)
- Don Quixote und Sancho Pansa. Dramatisches Spiel mit Gesang (Leipzig 1815)
- Deutsche Treue (Helmstedt 1816)
- Die Grube zur Dorothea (Helmstedt 1817)
- Das Kreuz im Norden (Braunschweig 1818)
- Ferdinand Cortez, oder: die Eroberung von Mexiko (Braunschweig 1818)
- Ahasver (Braunschweig 1827)
- Melpomene. Enthält die Dramen: Die Braut von Kynast e Bianca di Sepolcro (Braunschweig 1830)

### Commedie e farse
- Fehltritt aus Schwärmerei Commedia (Braunschweig 1797)
- Ahnenstolz. Lustspiel in fünf Aufzügen nach Cramer (Braunschweig 1795) [Nuova edizione (a cura di Manuel Zink) Hannover 2012, ISBN 978-3-86525-274-6]
- Freimütigkeiten. Ein...blöder Mitbewerber um den vom Herrn v. Kotzebue ausgesetzten Preis für das beste Lustspiel (Lüneburg 1804)
- Schill oder das Declamatorium in Krähwinkel Farsa (Helmstedt 1812)
- Die Witwe von Ephesus Commedia (Wien 1818)

### Scritti di letteratura e teorico-artistici (selezione)
- Memnon. Eine Zeitschrift (Leipzig 1800)
- Was für Grundsätze müssen eine Theaterdirektion bei der Auswahl der aufzuführenden Stücke leiten? (Leipzig 1802)
- Über Schillers Tragödie: Die Jungfrau von Orleans (Leipzig 1802)
- Über die romantische Tragödie (Stuttgart/Tübingen 1808)
- Vorlesungen für Schauspieler (Helmstedt 1818)
- Über den Geist der tragischen Kunst (Stuttgart/Tübingen 1820)
- Kunst und Natur. Blätter aus meinem Reisetagebuche (3 Bände, Braunschweig 1819, 1821, 1828)
- Allgemeiner deutscher Theater-Almanach für das Jahr 1822 (Braunschweig 1822)
- Theaterschriften (mit einem Nachwort hg. von Alexander Košenina, Hannover 2012, ISBN 978-3-86525-273-9)